# Orocuina (ort)
Orocuina är en ort i Honduras.   Den ligger i departementet Choluteca, i den södra delen av landet, 70 km söder om huvudstaden Tegucigalpa. Orocuina ligger 121 meter över havet och antalet invånare är 1 655.
Terrängen runt Orocuina är huvudsakligen kuperad. Orocuina ligger nere i en dal. Runt Orocuina är det glesbefolkat, med 13 invånare per kvadratkilometer. Orocuina är det största samhället i trakten. Omgivningarna runt Orocuina är en mosaik av jordbruksmark och naturlig växtlighet.